# Ação reivindicatória
Ação reivindicatória, ou jus possidendi, consiste no direito do proprietário de discutir o direito real consistente na propriedade da coisa. Se existem dois títulos de propriedade, o autor reivindica ser reconhecido como proprietário pelo título registrado mais antigo (no caso de propriedade de bens imóveis). Citada na segunda parte do artigo 1.228 do Código Civil Brasileiro de 2002, diz que o proprietário tem a faculdade de reaver a coisa do poder de quem a possua ou detenha injustamente.
A ação reivindicatória é, portanto, instrumento hábil que serve ao proprietário não possuidor para reaver a posse da coisa frente ao possuidor não proprietário. O termo "injustamente", expresso no diploma civil brasileiro, deve ser interpretado extensivamente, comportando os casos de posse sem título, ainda que de boa-fé.
Distingue-se dos interditos possessórios (interdito proibitório, manutenção e reintegração de posse) pois que visa a garantir a posse daquele que é proprietário. Sendo assim, em seu bojo, são discutidas questões relacionadas ao dominus do bem, e não sua posse propriamente dita. É, portanto, ação com pressupostos mais rígidos.